# Woonboulevard De Mortiere
Woonboulevard De Mortiere is een woonboulevard in Middelburg. Jaarlijks trekt de woonboulevard tussen de twee en 2,5 miljoen bezoekers (anno 2011), driekwart van de bezoekers komt uit Walcheren.

## Winkels
Op deze locatie bevinden zich vestigingen van MediaMarkt, Praxis, Carpetright, Bruynzeel Keukens, Grando, Leen Bakker, Pronto Wonen, GroenRijk, Keuken Kampioen, Sanidirect, Beter Bed, Profijt Meubel, Jysk, Kwantum, Karwei, Pets Place/Boerenbond, Swiss Sense, Sanitairwinkel en Superkeukens.
In het verleden waren er onder andere ook vestigingen van Trendhopper, BCC, Perry Sport, Sport 2000, Woonsquare en Beddenreus.

## Geschiedenis
In oktober 2002 kondigden de burgemeester en wethouders van Middelburg aan dat er vrijstelling zou worden verleend voor de bouw van een woonboulevard, zoals voorzien in het toekomstige bestemmingsplan achter de McDonald's aan de Bosschaartsweg in Middelburg.
In januari 2003 gaf wethouder Bruinooge symbolisch het startsein voor de werkzaamheden ter voorbereiding op de bouw van de woonboulevard, die vervolgens werd ontwikkeld door Prince Projectmanagement uit Tilburg. Praxis, Karwei en Kwantum waren de eerste drie winkelketens die huurcontracten tekenden voor vestigingen op de woonboulevard. Onderhandelingen met de Franse bouwmarktketen Leroy Merlin werden gevoerd, maar deze keten trok zich uiteindelijk terug. De eerste winkels openden hun deuren aan het eind van 2004.
De woonboulevard werd op 19 april 2008 officieel geopend door burgemeester Koos Schouwenaar. Datzelfde jaar bleek de woonboulevard een groter bereik te hebben dan aanvankelijk verwacht, met bezoekers uit Zeeuws-Vlaanderen en het westen van Noord-Brabant. De bouw van de laatste vier panden op het terrein begon op augustus 2007. Op 31 maart 2012 werd de voltooiing van de woonboulevard gevierd. Met de komst van Grando Keukens in november 2012 zijn alle panden op het terrein verhuurd.
In 2017 werd de woonboulevard verkocht door NSI aan Retail Estates.

## Bezwaren
In januari 2003 protesteerden de bewoners van de Prinsenlaan tegen de bouw van de woonwinkels, vanwege hun bezorgdheid over het verlies van het vrije uitzicht. De gemeente weigerde het verzoek om de woonwinkels te draaien en bood in plaats daarvan alleen planschadevergoeding aan.
In juli 2003 wezen de gemeente Middelburg en het college van burgemeester en wethouders vrijwel alle bezwaren af tegen het voorontwerpbestemmingsplan Mortiere, waar de woonboulevard onderdeel van is. Bezorgdheid van omwonenden, de Zeeuwse Milieufederatie en de Vereniging Ondernemers Middelburg leidde tot twaalf bezwaren, vooral gericht op verkeersoverlast en verlies van groen. De Vereniging Ondernemers Middelburg was bezorgd over een regel in het plan die het college de vrijheid gaf om af te wijken van de plannen voor de woonboulevard in de Mortiere. De gemeente paste deze regel echter strikt toe, met inachtneming van advies van de Stuurgroep Binnenstad en bescherming van winkeliers in het stadscentrum tegen concurrentie van de woonboulevard.
In december 2004 diende Mikro Electro, een plaatselijke elektronicawinkel, een kort geding in tegen de komst van een MediaMarkt op het terrein wegens concurrentie, maar zij verloren de zaak.
In juli 2008 vond de Vereniging Ondernemers Middelburg dat de gemeente moest optreden tegen de komst van de sportwinkelketens Sport 2000 en Perry Sport op de woonboulevard. De vereniging overwoog juridische stappen te ondernemen als de gemeente niet zou ingrijpen om ervoor te zorgen dat de sportwinkels hun assortiment zouden aanpassen. Volgens de vereniging zou het voorgestelde assortiment niet in lijn zijn met het bestemmingsplan van de woonboulevard en zou het een aanzienlijke concurrentie vormen voor de winkels in de binnenstad. Ook in 2012 verzette zowel de Vereniging Ondernemers Middelburg als de Gebruikersvereniging Woonboulevard de Mortiere zich tegen de mogelijke komst van een sportwinkel, ditmaal de Decathlon.

## Horeca
Rond 2009 waren er plannen voor een vestiging van La Place. Deze plannen werden echter geannuleerd, aangezien La Place besloot op het nabijgelegen ZEP-terrein te vestigen. Op 31 maart 2012 opende brasserie 't Hoofdkantoor in het pand gelegen in het midden van het terrein. In het voorjaar van 2017 sloot de brasserie haar deuren en werd het pand verkocht aan een projectontwikkelaar die het vervolgens verhuurde aan La Place. La Place bleef operationeel tot aan de coronacrisis. Na een herziening van de formule besloot La Place de filialen in Zeeland te sluiten, waardoor de keten volledig verdween uit de regio.